# Markfield
Markfield – wieś w Anglii, w hrabstwie Leicestershire, w dystrykcie Hinckley and Bosworth. Leży 12 km na północny zachód od miasta Leicester i 153 km na północny zachód od Londynu. Miejscowość liczy 4474 mieszkańców.